# 別所誠人
別所誠人（日语：／ Bessho Makoto），日本男性動畫師、動畫演出家、動畫導演。

## 參加作品

### 電視動畫
1983年
- 機甲創世記莫斯比達（—1984年，動畫）

1985年
- 超獸機神斷空我（原畫）

1989年
- 亂馬½ 熱鬥篇（—1992年，原畫）

1990年
- 功夫貓黨（—1991年，作畫監督）

1991年
- 鬥球兒彈平（—1992年，作畫監督）

1993年
- 疾風無敵銀堡壘（—1994年，原畫）

1995年
- 天地無用！（原畫）
- 異次元的世界（—1996年，演出、作畫監督、原畫）

1996年
- 魔法少女砂沙美（—1997年，助理導演、分鏡、演出、尾聲動畫）

1997年
- 吸血姬美夕（—1998年，作畫監督）
- 大運動會（—1998年，演出、作畫監督、原畫）

1998年
- 羅德斯島戰記 -英雄騎士傳-（原畫）
- D4公主朵莉絲（原畫）

1999年
- 平行世界物語（日语：デュアル!ぱられルンルン物語）（演出、作畫監督、原畫、數位工作）
- 課長王子（演出、作畫監督、原畫）
- 伊甸少年（分鏡）
- 迷糊女戰士（—2000年，分鏡）
- 狂野歷險 Twilight Venom（日语：ワイルドアームズ トワイライトヴェノム）（—2000年，分鏡）

2000年
- 銀河冒險戰記（演出）
- 幽浮寶貝（—2002年，分鏡）

2001年
- 破邪巨星G彈劾凰（分鏡、演出）
- 小小雪精靈（—2002年，分鏡）
- 銀河冒險戰記 The Second Stage（—2002年，分鏡、演出）

2002年
- 魔法遊戲 飛吧!! 花丸大冒險（日语：魔法遊戯）（分鏡、演出）
- 天地無用！GXP（分鏡）
- 笑園漫畫大王（分鏡）
- 最終兵器少女（分鏡）
- 朝霧的巫女（演出）
- 超齡細公主（—2003年，分鏡、演出、原畫）

2003年
- STRATOS 4（日语：ストラトス・フォー）（分鏡）
- 音速小子X（分鏡、演出）
- GAD GUARD（演出）
- 高機動幻想 ～嶄新之行軍歌～（日语：ガンパレード・マーチ 〜新たなる行軍歌〜）（分鏡）
- 愛的魔法（—2004年，分鏡）

2004年
- 2×2忍傳（日语：ニニンがシノブ伝）（原畫）
- To Heart ～Remember my Memories～（分鏡、作監協力）

2005年
- 魔法少女加奈（OP分鏡、演出）

2006年
- 純愛手札 Only Love（—2007年，分鏡）
- 死亡筆記本（—2007年，分鏡、演出）

2007年
- 精靈守護者（分鏡）
- 節哀唷♥二之宮同學（分鏡、演出）
- BAMBOO BLADE（—2008年，分鏡）

2008年
- 迷宮塔 ～烏魯克之盾～（分鏡）
- 鐵腕女警 DECODE（日语：鉄腕バーディー DECODE）（分鏡）
- 食靈 -零-（分鏡、演出）

2009年
- 香格里拉（導演、分鏡、演出[1]）
- 貓願三角戀（演出）

2010年
- 聖痕鍊金士（原畫）
- 祝福的鐘聲（分鏡）
- STAR DRIVER 閃亮的塔科特（分鏡）

2011年
- 放浪男孩（分鏡、演出、原畫）
- R-15（分鏡、演出、原畫）
- 女神異聞錄4 the ANIMATION（分鏡）

2012年
- 聖誕之吻SS+ plus（分鏡）
- 坂道上的阿波羅（分鏡）
- 御宅英文！小緞帶 ～用英語戰鬥的魔法少女～（原畫）
- 蝦掰天文社（演出）

2013年
- 學生會的一存 Lv.2（原畫）
- 我的朋友很少NEXT（分鏡、演出、原畫）
- 絕對防衛利維坦（分鏡）
- 進擊的巨人（分鏡、演出、原畫）
- 宇宙戰艦大和號2199（演出、原畫）

2014年
- 狐仙的戀愛入門（演出）
- ALDNOAH.ZERO（演出）

2015年
- 櫻子小姐的腳下埋著屍體（副導演）

2017年
- Re:CREATORS（分鏡、演出）
- 點心大冒險（分鏡）

2018年
- IDOLiSH7（導演、分鏡、演出）

2020年
- 7SEEDS 幻海奇情（分鏡）
- IDOLiSH7 Second BEAT！（導演、分鏡、演出）

2021年
- IDOLiSH7 Third BEAT！（導演、分鏡、演出）

2023年
- Overtake！（日语：オーバーテイク!）（分鏡、演出）

2024年
- ATRI -My Dear Moments-（分鏡）

2025年
- UniteUp！眾星齊聚（分鏡）

### 電影動畫
2014年
- 宇宙戰艦大和號2199：星巡的方舟（首席導演、演出）

### 網路動畫
2018年
- IDOLiSH7 Vibrato（—2019年，導演、分鏡）

## 相關項目
- 日本動畫師列表（日语：アニメ関係者一覧）

## 外部連結
- 別所誠人的X（前Twitter） （日語）